# Nowinar
Nowinar (bułg. Новинар) – bułgarski dziennik ogólnoinformacyjny wydawany w Sofii. Został założony w 1992 roku.